# Oleksandr Zintjenko
Oleksandr Volodymyrovytj Zintjenko (ukrainska: Олександр Володимирович Зінченко), född 15 december 1996 i Radomysjl, är en ukrainsk fotbollsspelare som spelar som offensiv mittfältare eller ytterback för Arsenal och det ukrainska landslaget.

## Klubbkarriär
Efter att ha representerat Karpatija Radomysjl, Monolit Illitjivsk och det ukrainska storlaget Sjakhtar Donetsk på ungdomsnivå tvingades Zintjenko ta ett uppehåll från fotbollen 2014. Anledningen var att hans föräldrar hade flyttat till Ryssland på grund av den eskalerande konflikten i Ukraina. Oleksandr ville följa med och fortsätta sin karriär i Rubin Khazan men Sjachtar vägrade och bråket ledde till att Zintjenko inte kunde spela fotboll på 18 månader innan han kunde skriva på för en ny klubb.
Den 13 februari 2015 återvände Zintjenko till elitfotbollen när han som klubblös skrev på för det ryska laget FK Ufa i Premjer Liga, som är den högsta serien inom rysk fotboll. Zintjenko spelade en säsong i Ryssland där han gjorde 31 matcher och hjälpte sitt lag att klara sig kvar i högstaligan.
Den 4 juli 2016 värvades Zintjenko av Manchester City för en okänd summa som beräknas ligga kring 1,7 miljoner engelska pund och skrev på ett kontrakt till 2021. . Det ryktades även om att den tyska toppklubben Borussia Dortmund var intresserade. Efter knappt två månader i England blev det den 26 augusti klart att Zintjeko skulle lånas ut till PSV Eindhoven i nederländska Eredivise under säsongen 16/17. Där debuterade han den 1 oktober i en match mot SC Heerenveen som slutade 1-1.
Den 30 juni 2017 återvände Zintjenko till Manchester City för att vara en del av Pep Guardiolas lag säsongen 17/18. Han debuterade den 24 oktober i en ligacupmatch mot Championship-laget Wolverhampton Wanderers. Matchen slutade 0-0 och Zintjenko spelade hela matchen inklusive förlängning. Första matchen i Premier League gjorde han den 13 december när han blev inbytt mot Swansea som Manchester City besegrade med 4-0. Efter det har han fortsatt fått mycket speltid efter att konkurrenterna om vänsterbacksplatsen, Benjamin Mendy och Fabian Delph, haft problem med skador.
Den 22 juli 2022 värvades Zintjenko av Arsenal, där han skrev på ett fyraårskontrakt.

## Landslagskarriär
Efter att ha representerat samtliga ungdomslandslag från U16 och uppåt  debuterade Zintjenko för Ukrainas A-landslag den 12 oktober 2015 i en kvalmatch till EM-slutspelet 2016 mot Spanien. Den 29 maj 2016 gjorde han sitt första landslagsmål i en träningsmatch mot Rumänien som Ukraina vann med 4-3. Under EM-Slutspelet 2016 deltog Zintjenko i samtliga gruppspelsmatcher mot Tyskland, Nordirland och Polen innan Ukraina åkte ur turneringen.

## Privatliv
Zinchenko identifierar sig som ortodox kristen och pratar ryska som modersmål. Han svarar på ryska när han pratar med ukrainsk-språkiga journalister.
I augusti 2020 gifte Zintjenko sig med journalisten Vlada Sedan. Parets första barn föddes i augusti 2021.
Zintjenko är motståndare till Rysslands invasion av Ukraina. 24 februari 2022 skrev han på sin Instagram att han önskar Vladimir Putin, Rysslands president, en plågsam död. Inlägget raderades kort därefter.